# Dormelletto
Dormelletto är en ort och kommun i provinsen Novara i regionen Piemonte i Italien. Kommunen hade 2 585 invånare (2018).